# Morgan megye (Indiana)
Morgan megye az Amerikai Egyesült Államokban, azon belül Indiana államban található. Megyeszékhelye és legnagyobb városa Martinsville. Lakosainak száma 71 780 fő (2020. április 1.). Morgan megye Hendricks, Marion, Johnson, Brown, Monroe, Putnam és Owen megyékkel határos.

## Népesség
A megye népességének változása:
| Lakosok száma | 69 111 | 69 209 | 69 399 | 69 782 | 69 648 | 71 780 |
|               | 2010   | 2011   | 2012   | 2013   | 2015   | 2020   |